# Ernst Christian von Ryssel
Ernst Christian von Ryssel (* 18. Januar 1729 in Dresden; † 3. Juli 1805 in Koblenz) war ein sächsischer Generalmajor. 

## Leben
Er entstammte einem ursprünglich französischen, dann sächsischen Adelsgeschlecht. Seine Eltern waren der sächsische Kapitän Ernst Dietrich von Ryssel (1697–1737) und Christiane Sibylle, geb. von Milkau (1703–1781). Er blieb unvermählt.
Ryssel trat 1742 als Kadett in die Sächsische Armee ein. 1747 avancierte er zum Fähnrich im Infanterieregiment „v. Rochow“ (Nr. 10). 1754 wurde zum Sousleutnant und 1760 zum Premierleutnant befördert. Er setzte seine Tour im Regiment fort und stieg 1771 Kapitän und 1778 zum Major auf. Mit seiner Beförderung zum Oberstleutnant wechselte er 1790 ins Infanterieregiment „Prinz v. Gotha“ (Nr. 3). Er avancierte 1792 zum Oberst und übernahm erneut gleichzeitig die Stellung als Kommandeur beim Infanterieregiment „v. Sänger“ (Nr. 11). 1795 wechselte er noch einmal in gleicher Funktion zum Infanterieregiment „Prinz Anton“ (Nr. 6). Schließlich übernahm er mit seiner Beförderung zum Generalmajor, als Chef das ehemalige Regiment „Kurfürstin“ (Nr. 13), das dann zeitweise seinen Namen „v. Ryssel“ führte.
Ryssel veröffentlichte 1777 in Chemnitz eine Übersetzung aus dem Französischen der anonymen Schrift Kurze Abhandlung der militairischen Theorie worinnen die vornehmsten Regeln der Kriegskunst abgehandelt, durch alte und neue Exempel erkläret, und durch lehrreiche Noten erläutert werden.